# Police nationale (Colombie)
Pour les autres articles nationaux ou selon les autres juridictions, voir Police nationale.
La Police nationale colombienne (en espagnole "Policía Nacional de Colombia"), créée en 1891 avec seulement 1 000 policiers, compte 180 000 hommes et femmes en 2008. Au début du XXIe siècle, elle est fortement impliquée dans le long conflit armé colombien comme elle l'avait été auparavant dans La Violencia. Elle lutte également contre les cartels de la drogue.

## Organisation
En 1900, son premier organisateur fut un commissaire de police français, Jean Marie Marcelin Gilibert. Elle subdivise ainsi en 1 police métropolitaine (Bogota) 32 districts départementaux réunis en 8 régions de police, à l'image de la police française. 

### Formation du personnel
La PNC forme ses membres dans 18 écoles. 

### Unités spécialisées
Elle dispose donc de plusieurs unités type SWAT.
Les Commandos d'opérations spéciales en sont un groupe d'élite.

### Armes de service
Depuis les années 1990, les policiers colombiens portent des pistolets Jericho 941 , SIG Sauer P226, SIG Sauer P228 , SIG Sauer SP 2009 et SP 2022 ou des 
CZ 75 BD. Ces PA ont remplacé les anciens Colt M1911A1 et S&W M459 et  les revolvers Llama Martial (et ses versions Indumil) et S&W M&P.

## Moyens lourds
Du fait de la Violencia et de la lutte contre les cartels, les policiers colombiens peuvent mettre en œuvre de nombreux blindés et une importante flotte d'avions et d'hélicoptères.
Parmi ces derniers, onze UH-60L livrés à partir de fin 1999, dont neuf sont actifs en septembre 2022, dix UH-60A livrés à partir de mi-2017, et douze UH-60A+ livrés à partir du 15 septembre 2022, soit 31 Sikorsky UH-60 Black Hawk prévus au total.

## Aide internationale
Elle bénéficie de la coopération technique de la Police nationale française, de la DEA et du FBI.

## Controverses
Le 17 février 2016, le général Rodolfo Palomino démissionne de sa fonction de chef de la police colombienne, soupçonné d'avoir participé à la création du réseau de prostitution masculine « la communauté de l'anneau ». D'anciens jeunes cadets de la police nationale accusent également le général, ainsi que d'autres officiers, de viol. À la suite de la diffusion d'une vidéo l'incriminant dans cette même affaire, le vice-ministre de l'Intérieur, Carlos Ferro, démissionne à son tour. Outre ces faits le général Palomino fait également l'objet de suspicion de corruption pour s’être fait bâtir une luxueuse propriété avec des fonds d'origines douteuses, ainsi que d'avoir illégalement placé des journalistes sur écoute. À son départ, le président Juan Manuel Santos le remercie pourtant pour ses « services rendus à la patrie et à la police (...) et pour sa loyauté ».
En juillet 2017, l'inspecteur général de la police nationale, le général Carlos Ramiro Mena, fait l'objet d'une enquête portant sur des accusations de trafic d'influence. Il aurait usé de sa position pour convaincre un subordonné, qui l'accusait de l'avoir fait humilier, de se rétracter.